# Ulice (album, Olympic)
Ulice je konceptuální album skupiny Olympic z roku 1981. Jde o sedmé řadové album skupiny a o druhou část trilogie, která volně navazuje na Prázdniny na Zemi z roku 1980. Autorem hudby a aranží je Petr Janda, texty napsal Zdeněk Rytíř. Ústřední myšlenkou jsou mezilidské vztahy. Hudební koncept obsahuje motivy, které se objevují na více místech alba a podtrhují charakter uzavřeného hudebního celku.

## Písně
1. "Ulice (Život)"
2. "Okno mé lásky (Láska)"
3. "Úspěšný mladý muž (Úspěch)"
4. "Tváře slov (Strach)"
5. "Ulice II"
6. "Paní nostalgie (Samota)"
7. "Já (Sobectví)"
8. "Černá mše za nukleárního Boha (Nenávist)"
9. "Každý den (Ohlédnutí)"
10. "Ulice III (Život)"

## Obsazení
- Petr Janda – elektrické a akustické kytary, zpěv
- Miroslav Berka – klávesové nástroje
- Milan Broum – basová kytara, vokály
- Petr Hejduk – bicí nástroje, vokály

## Reedice
Původní vinylové album vydal Supraphon dvakrát na CD. Poprvé v roce 1992, tehdy ve verzi bez bonusů s oskenovaným původním obalem. Podruhé v roce 2007 v rámci Zlaté edice, kdy byl původní materiál alba zvukově remasterován a rozšířen o 10 bonusů. Grafika obalu vychází z jednotného řešení řady Zlatá edice a na čelní straně je jen malý obrázek původní titulní strany LP. Poslední tři bonusové písně pocházejí z alba Trilogy, které Olympic vydal v roce 2006 a na kterém znovu nahrál materiál z alb Prázdniny na Zemi, Ulice a Laboratoř.

## Zlatá edice - bonusy
1. "Jasná zpráva" (A strana singlu 1 43 2498 - Supraphon 1981)
2. "Já je znám" (B strana singlu 1 43 2498 - Supraphon 1981)
3. "Dnes už ne" (B strana singlu 1 43 2703 - Supraphon 1983)
4. "Nikdo nejsme akorát" (A strana singlu 1 43 2703 - Supraphon 1983)
5. "Blíženci" (A strana singlu 1 43 2603 - Supraphon 1982)
6. "Nic víc" (B strana singlu 1 43 2603 - Supraphon 1982)
7. "Každý den (Ohlédnutí po ulici)" (z alba Olympic v Lucerně, LP 1113 3254 - Supraphon 1983)
8. "Já (Sobectví) 2006" (z alba Olympic Trilogy, BEST I.A. 2006)
9. "Černá mše za nukleárního boha (Nenávist) 2006" (z alba Olympic Trilogy, BEST I.A. 2006)
10. "Ulice I (Život) 2006" (z alba Olympic Trilogy, BEST I.A. 2006)

## Zajímavost
Album má svou anglickojazyčnou verzi. „The Street“ (vyšlo v roce 1982). Na stejnou hudbu byly anglicky otextovány všechny písně.